# Немає імені на кулі
Немає імені на кулі (англ. No Name on the Bullet) — американський вестерн режисера Джека Арнольда 1959 року.

## Сюжет
Маленьке містечко на Дикому Заході являє собою просто ідеальне місце. Мир, дружба і законослухняні мешканці. Але ось в місто прибуває Джон Гент, знаменитий найманий вбивця. Гент веде себе спокійно, але жителям все зрозуміло — стрілець прибув виконати замовлення. Досить скоро виявляється, що чи не у кожного городянина є значні гріхи в минулому, чому вони цілком можуть приміряти роль жертви на себе. Параноя і страх зростають, а потім виходять назовні. Раз Гент прибув, значить, хтось його найняв. Тепер жителі підозрюють один одного, а деякі самі беруться за зброю, вступаючи в перестрілки з сусідами. Але тут-то Гент і виконує свою роботу, звільняючи (чи надовго?) містечко від атмосфери божевілля.

## У ролях
- Оді Мерфі — Джон Гент
- Чарльз Дрейк — Люк Кенфілд
- Джоан Еванс — Енн Бенсон
- Вірджинія Грей — Розанна Фреден
- Воррен Стівенс — Лу Фреден
- Р. Г. Армстронг — Аса Кенфілд
- Вілліс Бучі — Бак Гастінгс
- Едгар Стелі — суддя Бенсон
- Саймон Скотт — Ріджер
- Карл Свенсон — Стрікер
- Віт Бісселл — Пірс
- Чарльз Воттс — Сід
- Джон Алдерсон — Чаффі
- Джеррі Періс — Гарольд Міллер
- Расс Бендер — комірник
- Джеймс Хайланд — Хюго Мотт